# تلفيف صدغي سفلي
يشكل التلفيف الصدغي السفلي (بالإنجليزية: Inferior temporal gyrus) أحد تلافيف الفص الصدغي الثلاثة، ويتوضع أسفل الفص الصدغي المتوسط متصلًا من الخلف مع التلفيف القذالي السفلي، ويمتد أيضًا حول الحافة الوحشية السفلية على الوجه السفلي للفص الصدغي حيث يحده الثلم السفلي. تعد هذه المنطقة إحدى أعلى مستويات التيار البطني للمعالجة البصرية وتمثيل الأشياء والأماكن والوجوه والألوان، وقد تشارك أيضًا في إدراك الوجوه والتعرف على الأرقام.
يتوضع التلفيف الصدغي السفلي في المنطقة الأمامية من الفص الصدغي تحت الثلم الصدغي المركزي. ترتبط الوظيفة الأساسية للتلفيف الصدغي القذالي (يشار إليه بطريقة أخرى بقشرة آي تي) بمعالجة المحفزات البصرية (أي التعرف البصري على الأشياء)، وتقترح نتائج التجارب الحالية أن هذه القشرة تمثل الموقع الأخير في النظام البصري القشري البطني.
تعرف قشرة آي تي عند البشر باسم التلفيف الصدغي السفلي، إذ تتوضع في منطقة محددة من الفص الصدغي البشري. يعالج هذا التلفيف المحفزات البصرية للأشياء في الساحة البصرية، ويلعب دورًا في الذاكرة واستعادتها للتعرف على الأشياء، ويشارك في المعالجة والإدراك الناتج عن تضخيم المحفزات البصرية في المناطق ڤي 1 و2 و3 و4 من الفص القذالي. تعالج هذه المنطقة لون وشكل الجسم المنظور في الساحة البصرية، وهي مسؤولة عن استخلاص «ماهية الأشياء» من هذا التحفيز البصري، أو بعبارةٍ أخرى، تحديد الأجسام بناءً على لونها وشكلها ومقارنة المعلومات المعالجة مع الذكريات المخزنة عن الأجسام للتعرف عليها.
لا تأتي أهمية القشرة العصبية الصدغية السفلية من مساهمتها في معالجة المحفزات البصرية للتعرف على الأجسام وحسب، لكنها أيضًا منطقة حيوية للمعالجة البسيطة للساحة البصرية والصعوبات في المهمات الإدراكية والوعي المكاني. قد يفسر موقع الخلايا المفردة الفريد ارتباط القشرة الصدغية السفلية مع الذاكرة.

## البنية
يقتصر وجود الفص الصدغي على الرئيسيات، وتعد القشرة الصدغية السفلية عند الإنسان أكثر تعقيدًا من أشباهه من الرئيسيات. تتألف القشرة الصدغية السفلية عند الإنسان من التلفيف الصدغي السفلي والتلفيف الصدغي المتوسط والتلفيف المغزلي. يمتد التلفيف الصدغي السفلي على طول الجزء القاعدي من الفص الصدغي عند النظر إلى الدماغ جانبيًا (النظر من الجانب إلى سطح الفص الصدغي)، وينفصل عن التلفيف الصدغي المتوسط المتوضع مباشرةً فوقه بالثلم الصدغي السفلي. تحدث بعض المعالجة للساحة البصرية بشكل مشابه للتيار البطني للمعالجة البصرية الحادثة في الجزء السفلي من التلفيف الصدغي العلوي بالقرب من الثلم الصدغي العلوي. يكشف المنظر الأنسي والبطني للدماغ (أي النظر إلى السطح الأنسي للدماغ من الأسفل نحو الأعلى) بأن التلفيف الصدغي السفلي مفصول عن التلفيف المغزلي بالثلم الصدغي القذالي. تعد القشرة الصدغية السفلية عند البشر أكثر تعقيدًا منها عند باقي الرئيسيات، فهي غير مقسمة إلى مناطق مميزة عند الرئيسيات غير البشرية مثل ما هي عليه عند البشر (التلفيف الصدغي السفلي أو التلفيف المغزلي أو التلفيف الصدغي المتوسط).
تماثل هذه المنطقة من الدماغ القشر الصدغي السفلي، وهي مسؤولة عن التعرف البصري على الأجسام واستقبال المعلومات البصرية المعالجة. تحتوي القشرة الصدغية السفلية عند الرئيسيات على مناطق محددة مكرسة لمعالجة مختلف المحفزات البصرية المعالجة والمنظمة في طبقات مختلفة من القشرة المخططة وخارج المخططة. تنتشر المعلومات من المنطقة ڤي 1 إلى ڤي 5 عبر السبيلين الركبي والوسادي السقفي إلى القشرة الصدغية السفلية مع التيار البطني: ترتبط المعلومات البصرية بشكل نوعي مع لون المحفزات البصرية وشكلها.
أشارت نتائج الدراسات المقارنة بين الرئيسيات (البشر والرئيسيات من غير البشر) إلى أن القشرة الصدغية السفلية تلعب دورًا مهمًا في المعالجة الشكلية البصرية، ويدعم هذه الدراسات بيانات جمعها الباحثون بالتصوير بالرنين المغناطيسي الوظيفي لمقارنة هذه العملية العصبية بين البشر وقرود المكاك.

## الوظيفة

### تلقي المعلومات
تتحول الطاقة الضوئية القادمة من الأشعة المرتدة من جسم ما إلى طاقة كيميائية بواسطة الخلايا الموجودة في شبكية العين. تتحول الطاقة الكيميائية بعدها إلى كمونات عمل تنتقل عن طريق العصب البصري فالتصالب البصري، وتعالج بدايةً في النواة الركبية الوحشية للمهاد. تُرسل المعلومات من هناك إلى القشرة البصرية الأولية (المنطقة في 1)، ثم تنتقل من المناطق البصرية في الفص القذالي إلى الفصين الجداري والصدغي عبر سبيلين تشريحيين مستقلين. صنف ميشكن وأنرليدر هذين النظامين البصريين القشريين عام 1982 (انظر فرضية التيارين). ينتقل أحد التيارين بطنيًا إلى القشرة الصدغية السفلية (من ڤي 1 إلى ڤي 2 ثم عبر ڤي 4 إلى آي تي سي) بينما ينتقل الآخر ظهريًا إلى القشرة الجدارية الخلفية. سُمي هذان التيارين بتيار «الماهية، ماذا» وتيار «الحيثية، أين» على التوالي. تستقبل القشرة الصدغية السفلية معلومات من التيار البطني، وهذا أمر مفسر لأنها منطقة أساسية في التعرف على الأنماط والوجوه والأشياء.

### وظيفة الخلية المفردة في التلفيف الصدغي السفلي
يعد فهم القشرة الصدغية السفلية على مستوى الخلية المفردة ودورها في توظيف الذاكرة لتحديد الأجسام و/أو معالجة الساحة البصرية اعتمادًا على لون المعلومات البصرية وشكلها حديثًا نسبيًا في علم الأعصاب.
تشير الدراسات الباكرة إلى وجود اتصالات خلوية للفص الصدغي مع مناطق أخرى من الدماغ تتعلق بالذاكرة (ما يسمى قرن آمون واللوزة الدماغية وقشرة الفص الجبهي وغيرها). وجد مؤخرًا أن هذه الاتصالات الخلوية تفسر عناصر فريدة في الذاكرة، مقترحةً إمكانية ارتباط الخلايا المفردة المميزة بأنماط فريدة معينة وحتى بذكريات معينة. كشفت الدراسات الساعية إلى فهم القشرة الصدغية السفلية على مستوى الخلية المفردة العديد من الخصائص المبهرة لهذه الخلايا: تتجمع الخلايا المفردة ذات الانتقائية المتشابهة للذاكرة مع بعضها عبر الطبقات القشرية في القشرة الصدغية السفلية.
أظهرت العصبونات في الفص الصدغي حديثًا القدرة على إظهار سلوكيات التعلم، ومن المحتمل أنها ترتبط بالذاكرة طويلة الأمد، وتتعزز الذاكرة القشرية في القشرة الصدغية السفلية مع الزمن بفضل تأثير العصبون الوارد في المنطقة الصدغية المتوسطة.